# Acordulecera russata
Acordulecera russata – gatunek błonkówki z rodziny Pergidae.

## Taksonomia
Gatunek ten został opisany w 1906 roku przez Friedricha Konowa pod nazwą Acorduleceros russatu. Jako miejsce typowe podano brazylijski stan Pará. Lektotyp został wyznaczony przez Davida Smitha w 1990 roku. 

## Zasięg występowania
Ameryka Południowa, znany ze stanów  Amapá, Amazonas i  Pará w płn. Brazylii.